# Faro de Punta Borinquén
El faro de Punta Borinquén es un faro situado en la antigua Base Aérea Ramey en Aguadilla, Puerto Rico. La estación fue establecida en 1889 por el gobierno español. Con la apertura del canal de Panamá en 1914, el faro se convertiría en "la ayuda más importante para la navegación en la ruta entre Europa y Panamá". En 1917, el Congreso de EE. UU. proporcionó fondos para un nuevo faro en un terreno más alto. 
Pero antes de que se iniciara la construcción de la nueva estructura, el faro original fue gravemente dañado por el terremoto de 1918 que afectó a la parte oeste de la isla. La construcción del nuevo faro fue terminada en 1922. El faro es una ayuda activa a la navegación y un centro de vivienda para la Guardia Costera de los Estados Unidos.